# Varengeville-sur-Mer
Varengeville-sur-Mer is een gemeente in het Franse departement Seine-Maritime (regio Normandië) en telt 1056 inwoners (2007). De plaats maakt deel uit van het arrondissement Dieppe.

## Geografie
De oppervlakte van Varengeville-sur-Mer bedraagt 10,8 km², de bevolkingsdichtheid is 109,2 inwoners per km².
De onderstaande kaart toont de ligging van Varengeville-sur-Mer met de belangrijkste infrastructuur en aangrenzende gemeenten.

## Demografie
Onderstaande figuur toont het verloop van het inwonertal (bron: INSEE-tellingen).

## Bezienswaardigheden

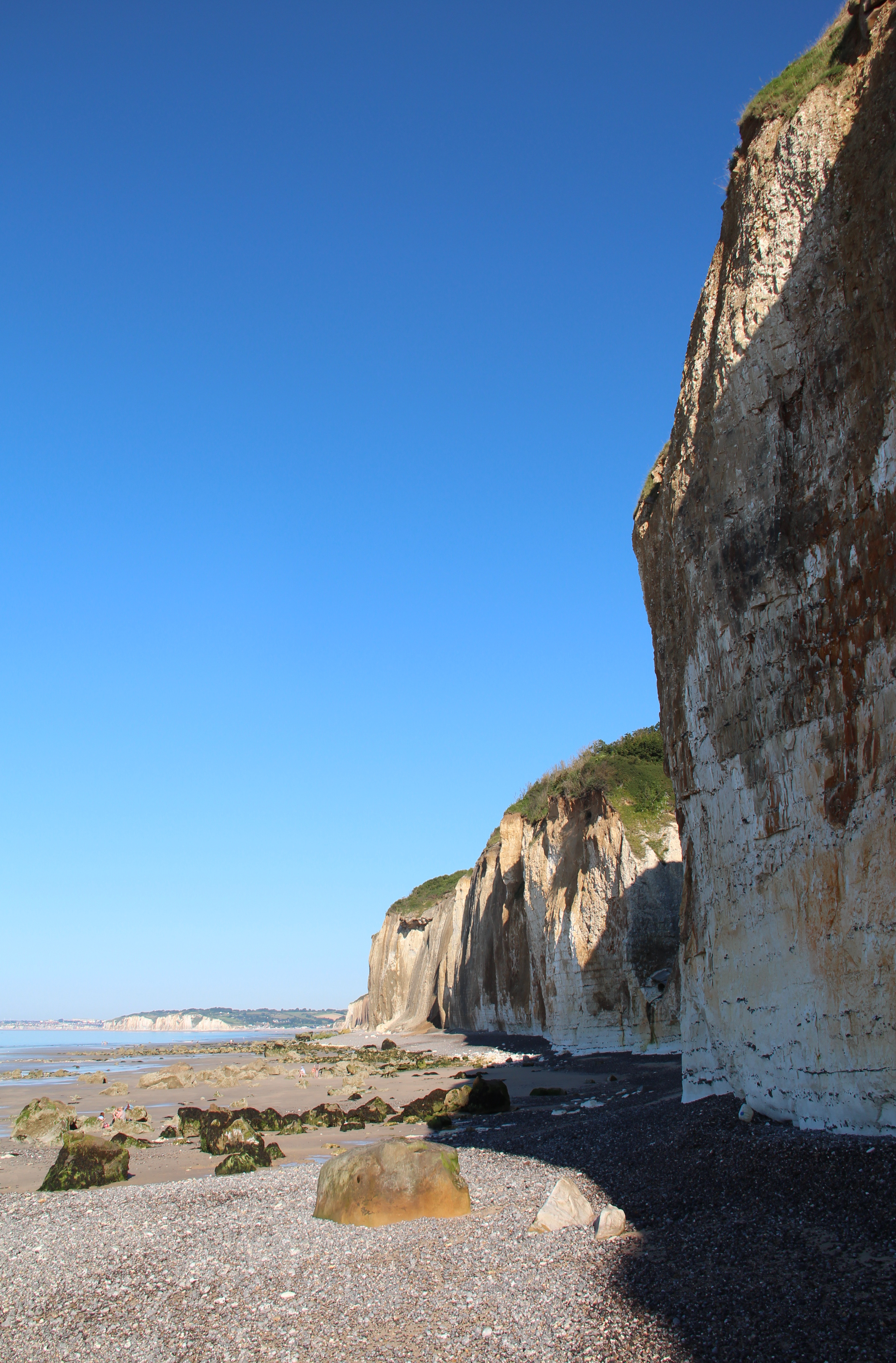
Het strand en de kliffen van Vasterival.

- De kerk Saint-Valery bevindt zich aan de rand van de krijtrots. Het is een kleine, ietwat gedrongen kerk uit de 12de-16de eeuw. De graven van het zeemanskerkhof omringen het gebouw aan drie zijden, alleen aan de apsis zijn er geen. Heel wat personaliteiten kennen er hun laatste rustplaats. Onder hen de kubistische schilder Georges Braque, de componist Albert Roussel en de toneelschrijver Georges de Porto-Riche. Het toegangsportaal ligt aan de zuidbeuk en dateert uit de 16de eeuw. De kerk bezit twee beuken. De oudste is de noordbeuk die dateert uit de 12de en 13de eeuw en die in silexsteen opgetrokken is. Een romaans gebinte overspant de beuk. De zuidbeuk is in gotische stijl gebouwd. De twee beuken worden van elkaar gescheiden door een rij pijlers waarvan een veelhoekige pilaar de opvallendste is. Op de pilaar zijn meerdere figuren uitgebeeld, o.a. een brakende zeeman, een Indisch opperhoofd (allusie op de reis van inwoners van Dieppe naar het Verre Oosten), personen die een hoofddeksel uit de tijd van Hendrik II dragen ... Verder treft men een sint-jakobsschelp aan, een zeemeermin, een dolfijn die een kroon draagt, een zon, zeevaartsymbolen ... Moderne brandglazen zijn alomtegenwoordig : vooral de boom van Jesse (vervaardigd door Braque), de brandglazen van Raoul Ubac en een melkwit venstertje met een kleine gestileerde Christus aan het kruis trekken de aandacht. Naast enkele beelden zijn een schilderij die Onze-Lieve-Vrouw van Guadalupe voorstelt en een modern schilderij van Michel Ciry vermeldenswaardig.

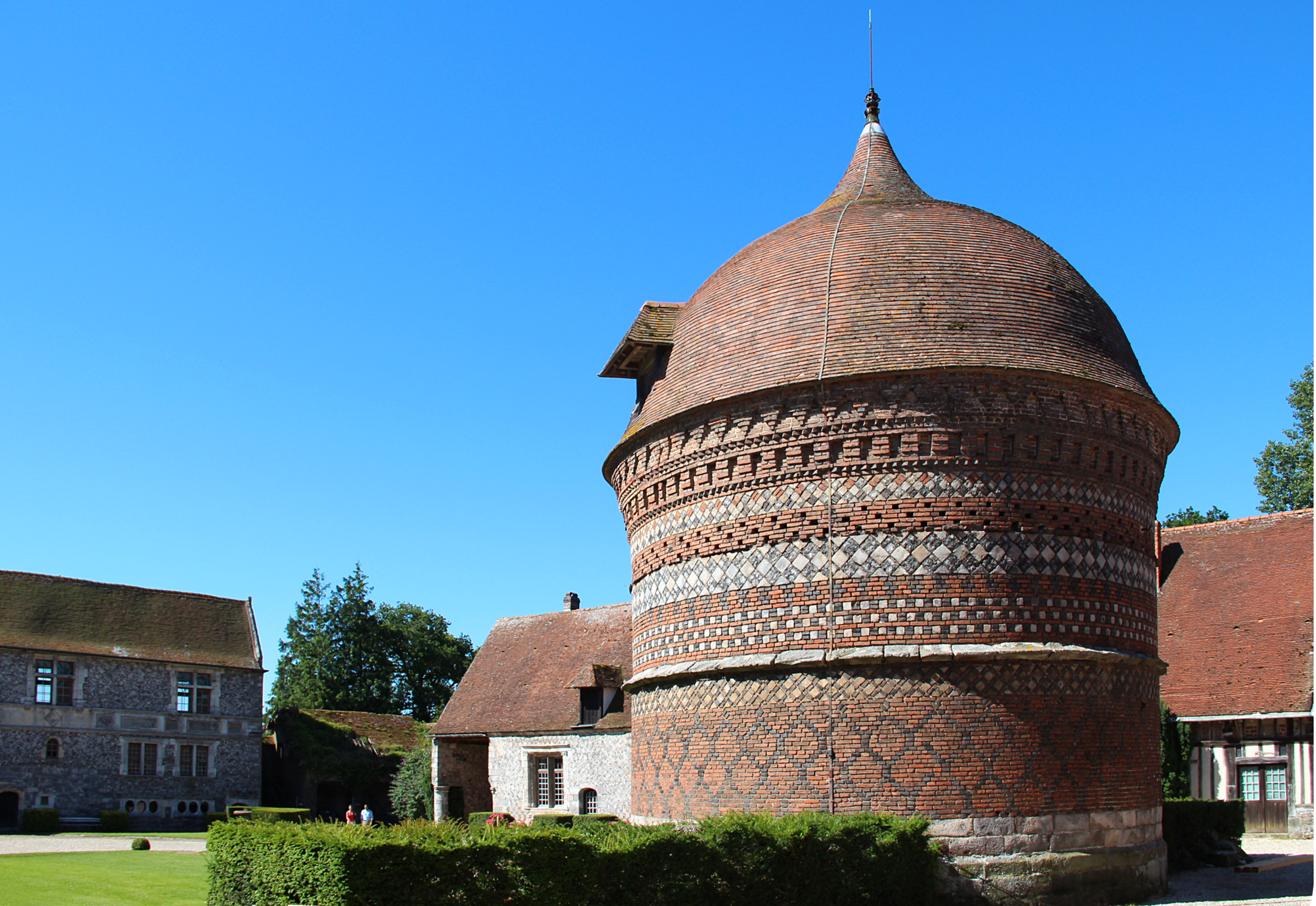
Duiventil en de binnenplaats van de Manoir d'Ango (1532)

- De Manoir d'Ango werd in 1862 als historisch monument geklasseerd. Dit buitenhuis ligt even landinwaarts. Het is een klein kasteel dat in de 16de eeuw gebouwd werd voor de vooraanstaande reder Jehan d'Ango uit Dieppe. Het werd in renaissancestijl opgetrokken door Italiaanse werklui maar is duidelijk Normandisch van uitzicht. Het landhuis kan o.a. bogen op een majestueuze oprijlaan, op een loggia en op een enorme ronde, uit verscheidene kleuren steen bestaande duiventil.
- Bois des Moutiers is een park van 12 hectare dat een klein kasteel, meerdere tuinen en een park dat naar zee afdaalt bevat. Het is befaamd voor zijn reusachtige rododendrons. Het kasteel werd in 1898 door de Engelse architect Edwin Lutyens gebouwd in de stijl van de arts-and-craftsbeweging. Tuinen en park werden in dezelfde stijl getekend door de Engelse landschapsarchitecte Gertrude Jekyll. De tuinen dragen het label « jardin remarquable » en het landhuis het label « monument historique ».
- De tuin Shamrock heeft de grootste verzameling hortensia's ter wereld met meer dan duizend verschillende variëteiten.